# Кабаре (филм)
„Кабаре“ (на английски: Cabaret) е американски филм-мюзикъл от 1972 година с режисьор Боб Фоси. Действието се развива в Берлин, по време на Ваймарската република през 1931 година, преди идването на власт на нацистите. През 1973 година филмът е номиниран с 10 Оскара, като печели 8 от тях, включително за най-добър режисьор (Боб Фоси) и най-добра женска роля (Лайза Минели). Филмът е направен по едноименния Бродуей мюзикъл, но се отличава от него по някои показатели.

## Сюжет
На фона на упойващо-примамливото кабаре от 30-те бавно се надига Звярът. Звярът на нацизма. Отначало това са няколко момчета в униформа, едно от които се опитва да арогантничи и бива изхвърлено от портиера. Тази безцеремонност старият берлински портиер заплаща с живота си…Конферансието в знаменитото изпълнение на Джоуъл Грей разкрива огромен темперамент и динамизъм. Под формата на невинна и глупава забава той иносказателно разказва за нарастващата заплаха. Безсмислената му усмивка крие хаплива сатира.

## В ролите
| Актьор                 | Роля                  |
| ---------------------- | --------------------- |
| Лайза Минели           | Сали Боулз            |
| Майкъл Йорк            | Брайън Робъртс        |
| Джоуъл Грей            | Конферансие           |
| Хелмут Грим            | Максимилиан фон Хойне |
| Фриц Вепер             | Фриц Вендел           |
| Мариса Беренсън        | Наталия Ландауер      |
| Елизабет Нойман-Фиртел | фройляйн Шнайдер      |
| Хелен Вита             | фройляйн Кост         |
| Зигрид фон Рихтхофен   | фройляйн Майър        |
| Герд Весперман         | Боби                  |
| Ралф Волтер            | Хер Людвиг            |
| Георг Хартман          | Уили                  |
| Рики Рени              | Елке                  |